# Chivres
Ne doit pas être confondu avec Chivres-Val ou Chivres-en-Laonnois.
Chivres est une commune française située dans le canton de Brazey-en-Plaine du département de la Côte-d'Or, en région Bourgogne-Franche-Comté.

## Géographie
Situé à la limite sud du département de la Côte-d'Or, entre Beaune et Seurre, le village de Chivres occupe les premières collines qui bordent la vallée de la Saône. Certains écarts se trouvent d'ailleurs dans cette plaine inondable où se situe le point le plus bas du département (173 m). L'altitude moyenne est de 182 mètres.

### Climat
Pour des articles plus généraux, voir Climat de la Bourgogne-Franche-Comté et Climat de la Côte-d'Or.
En 2010, le climat de la commune est de type climat océanique dégradé des plaines du Centre et du Nord, selon une étude du Centre national de la recherche scientifique s'appuyant sur une série de données couvrant la période 1971-2000. En 2020, Météo-France publie une typologie des climats de la France métropolitaine dans laquelle la commune est exposée à un climat semi-continental et est dans la région climatique  Bourgogne, vallée de la Saône, caractérisée par un bon ensoleillement (1 900 h/an), un été chaud (18,5 °C), un air sec au printemps et en été et des vents faibles. 
Pour la période 1971-2000, la température annuelle moyenne est de 11,1 °C, avec une amplitude thermique annuelle de 17,8 °C. Le cumul annuel moyen de précipitations est de 850 mm, avec 11,3 jours de précipitations en janvier et 7,5 jours en juillet. Pour la période 1991-2020, la température moyenne annuelle observée sur la station météorologique de Météo-France la plus proche, « Pagny-le-chateau », sur la commune de Chamblanc à 6 km à vol d'oiseau, est de 11,7 °C et le cumul annuel moyen de précipitations est de 802,0 mm,. Pour l'avenir, les paramètres climatiques de la commune estimés pour 2050 selon différents scénarios d'émission de gaz à effet de serre sont consultables sur un site dédié publié par Météo-France en novembre 2022.

## Urbanisme

### Typologie
Au 1er janvier 2024, Chivres est catégorisée commune rurale à habitat dispersé, selon la nouvelle grille communale de densité à 7 niveaux définie par l'Insee en 2022.
Elle est située hors unité urbaine. Par ailleurs la commune fait partie de l'aire d'attraction de Beaune, dont elle est une commune de la couronne,. Cette aire, qui regroupe 64 communes, est catégorisée dans les aires de 50 000 à moins de 200 000 habitants,.

### Occupation des sols
L'occupation des sols de la commune, telle qu'elle ressort de la base de données européenne d’occupation biophysique des sols Corine Land Cover (CLC), est marquée par l'importance des territoires agricoles (78,9 % en 2018), une proportion sensiblement équivalente à celle de 1990 (79,3 %). La répartition détaillée en 2018 est la suivante : terres arables (43,2 %), prairies (27 %), forêts (12,5 %), zones agricoles hétérogènes (8,7 %), zones urbanisées (5,1 %), eaux continentales (3,5 %). L'évolution de l’occupation des sols de la commune et de ses infrastructures peut être observée sur les différentes représentations cartographiques du territoire : la carte de Cassini (XVIIIe siècle), la carte d'état-major (1820-1866) et les cartes ou photos aériennes de l'IGN pour la période actuelle (1950 à aujourd'hui).

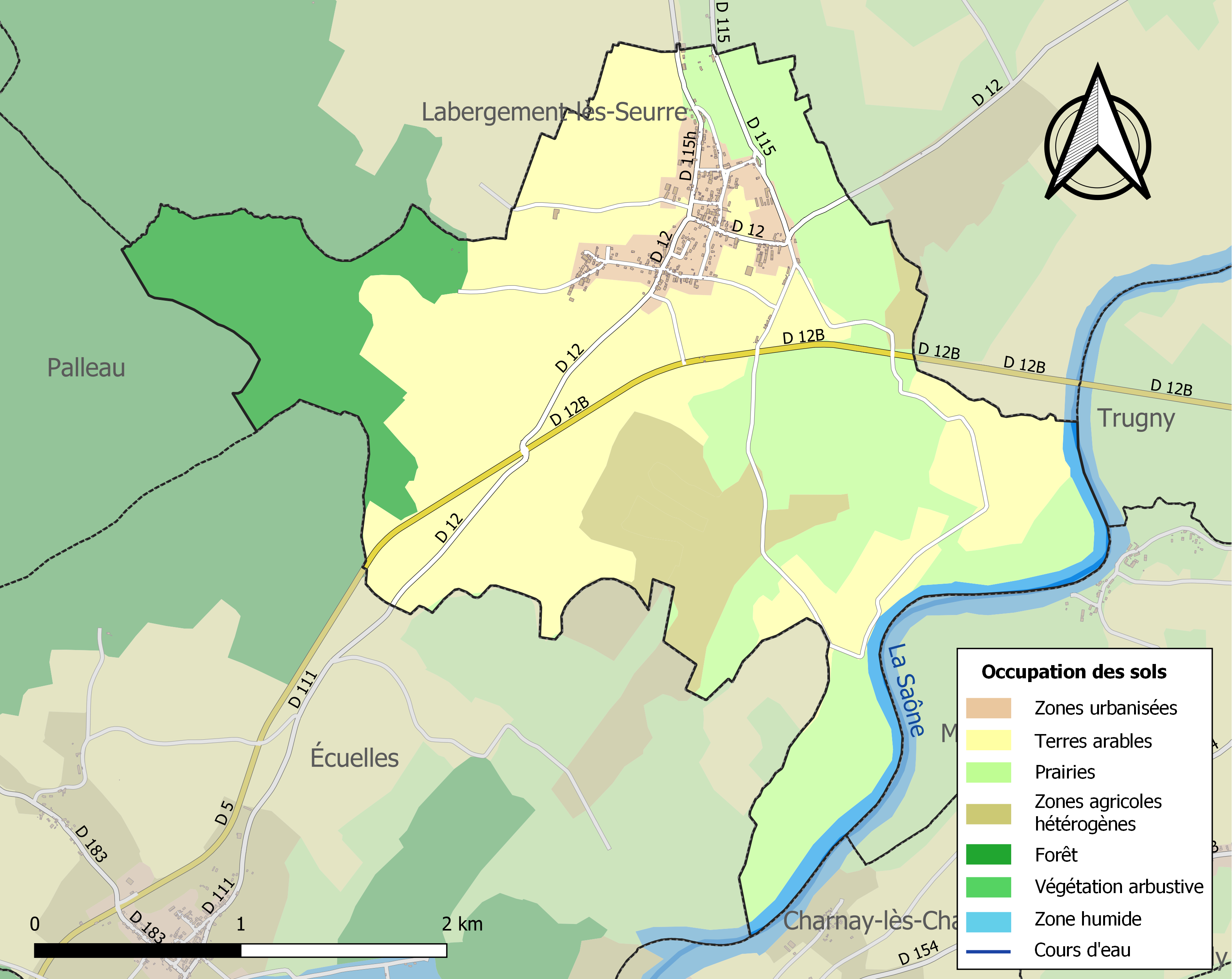
Carte des infrastructures et de l'occupation des sols de la commune en 2018 (CLC).

## Histoire
Étymologie : 
le nom de « Chivres » se rattache à la racine latine « capra » qui désigne la chèvre (forme gallo-romaine « gabra », à l'origine de Gevrey ou Givry). Comme il n'y a pas de raison particulière à une présence spécifique de chèvres sur le territoire de Chivres, le nom du village semble plutôt en relation avec la présence de chevreuils (chèvre sauvage, en latin « caprea »), présence qui demeure d'ailleurs dans la forêt voisine.
Le village de Chivres a partagé le sort de la Bourgogne. D'abord lieu de passage ancien avec la Saône qui a livré de nombreux vestiges romains ou médiévaux témoignant d'une navigation importante sur cet axe nord-sud que constitue la paisible rivière facilement navigable, c'est aussi un lieu d'implantation agricole dans l'orbite des grands domaines religieux du Moyen Âge bourguignon comme l'abbaye de Citeaux, l'abbaye de Nuits-Saint-Georges, les hospices de Beaune ou l'abbaye de Molaise.
Les traces de constructions anciennes sont repérables dans le chœur du XIIIe siècle de l'église Saint-Léger et dans la nef du XVe siècle. Les nombreux ornements intérieurs des XVIe et XIXe siècles (chaire - peintures murales- statue de saint Léger…) témoignent de la relative aisance des habitants. On repère aussi les traces d'une implantation d'un château qui sera reconstruit au XVIIIe siècle comme sa cour et son parc puis modifié (façade postérieure) après 1825.
Le village offre encore de nombreuses fermes des XVIIIe et XIXe siècles, caractérisées par l'utilisation de pans de bois, de briques, de moellons associés au torchis et recouvertes - semble-t-il - au départ de chaume, et aujourd'hui de tuiles plates. Elles organisent autour d'une cour, logis, étables, écuries et remises, éventuellement colombier, four à pain, puits…
Le début du XIXe siècle verra également la construction, près de l'église et en face du château, du bâtiment destiné à abriter la mairie et l'école. Un peu plus tard, on édifiera des petits oratoires en brique à chaque extrémité du village comme la chapelle Saint-Léger qui porte la date de 1853.

## Économie

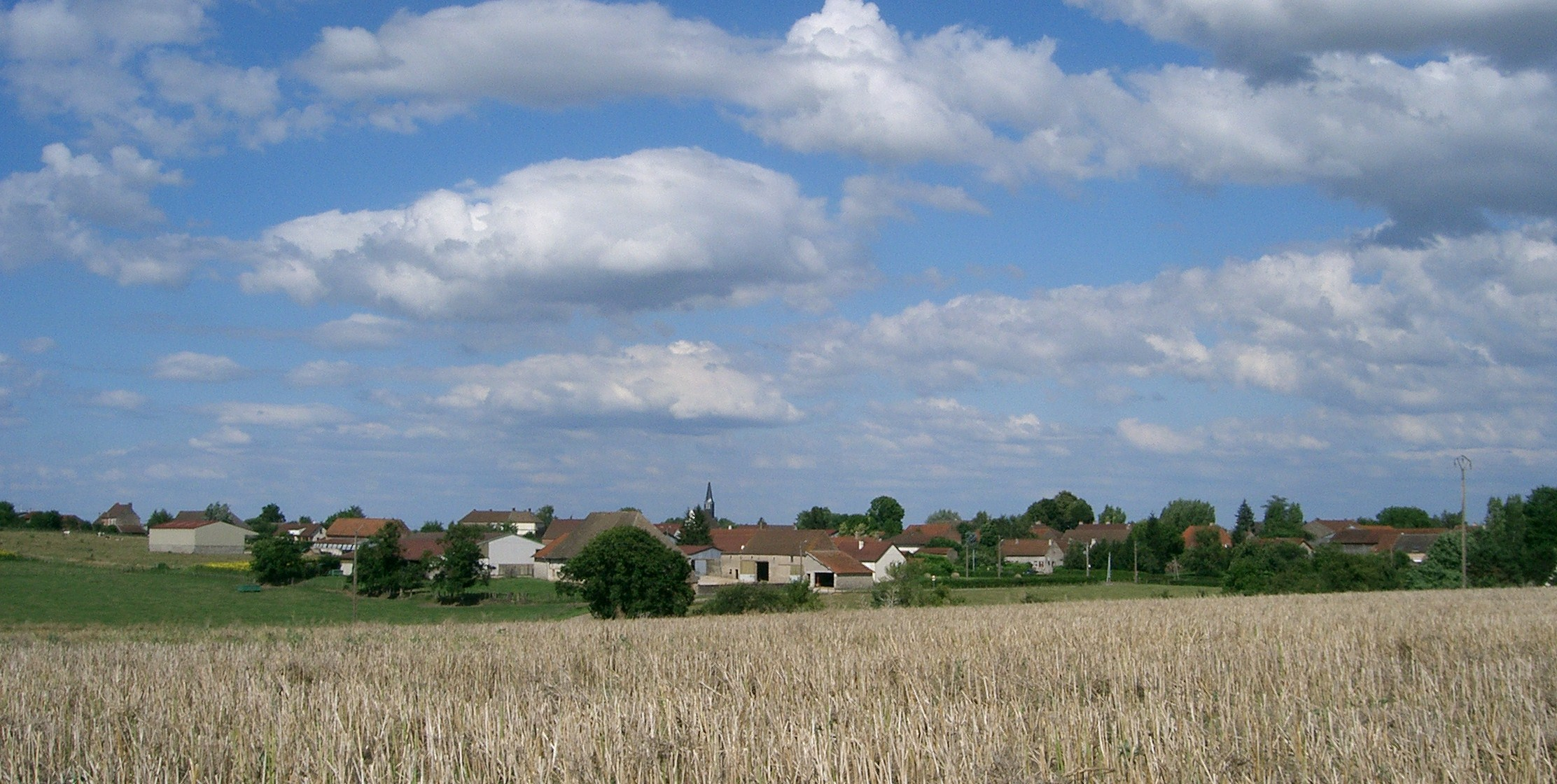
Vue d'une partie du village de Chivres.

Son activité agricole est importante et en évolution : la pomme de terre produite avant 1940 pour les féculeries des environs et la vigne encore cultivée au début du XXe siècle ont laissé la place à l'élevage des bovins d'engraissement de race charolaise (activité en régression depuis une dizaine d'années) et à la production intensive de lait et de céréales (blé - maïs - tournesol - colza).
Une voie ferrée du réseau PLM reliant Gray à Chalon-sur-Saône a été construite dans la plaine à la fin du XIXe siècle : inaugurée le 12 juillet 1887, déclassée en 1938 pour les voyageurs et 1951 pour les marchandises, la ligne a été définitivement abandonnée en 1969 et transformée en route départementale. Demeurent aujourd'hui la petite gare transformée en maison particulière, l'habitation du garde-barrière et la lampisterie aménagées aussi en logements.
Des travaux importants de remblai ont été nécessaires pour mettre la voie hors d'eau lors des crues de la Saône (la plus mémorable restant celle de 1955) qu'il a fallu enjamber par un pont métallique dit pont de cent mètres. Cet investissement a justifié la transformation de cette voie ferrée en route départementale quand la liaison ferroviaire a été déclassée à la fin des années 1960.
Par ailleurs le tourisme vert se développe peu à peu à Chivres avec des résidences secondaires, des gîtes ruraux et l'aménagement du sentier du Chevreuil qui permet de découvrir les champs et la forêt alors que d'autres chemins parcourent la plaine jusqu'à la Saône.

### La vigne à Chivres
Au début du XIXe, la Côte-d'Or est marquée par une forte expansion du vignoble réalisée par de petits vignerons à l’aide du cépage gamay. C’est le cas dans le canton de Seurre (aujourd’hui inclus dans le canton de Brazey-en-Plaine) malgré des terres argileuses compactes qui conservent longtemps l'humidité au printemps et se durcissent excessivement en été. Le vin produit est médiocre, peu coloré, avec un goût âpre, sans finesse ni bouquet mais sa production variable selon les années peut-être abondante. L’essentiel sert à la consommation personnelle et locale : le village a alors plus de 500 habitants.
Frappé par la crise du phylloxéra après 1875, le vignoble sera replanté avec des plants résistants dans les années 1880-1890 : il ne sera déclinant que plus tard après 1920 quand la concurrence des vins de table du sud et d’Algérie s'accentuera en même temps que s'amorcera la baisse démographique des campagnes. La commercialisation devient alors difficile d'autant que le principal client la batellerie sur la Saône concurrencée par le rail diminue et la consommation locale décroît alors que se fait sentir le manque de main d'œuvre pour cultiver des vignes devenues non rentables.
Dans les années 1830, à Chivres, 34 hectares sont consacrés à la culture de la vigne avec une production annuelle moyenne de 1 368 hectolitres soit environ 40 hl à l’ha : la production est importante même si la superficie du vignoble reste faible par rapport à celle de la commune qui est de 8,23 km2 avec une part de territoires agricoles de 80 % soit environ 656 ha. Le village voisin de Labergement-les-Seurre avec sa superficie bien plus grande de 28,,83 km2 produit encore davantage : près de 47 hl à l'hectare sur 216 ha soit 101 116 hl. Vendu pour une bonne part aux gens de rivière qui naviguent sur la Saône à Seurre, ce vin enrichit le village qui peut entreprendre entre 1855 et 1858 la reconstruction de son imposante église. À Chivres, les ceps seront petit à petit arrachés et la vigne finira par disparaître totalement vers 1970-1980 : elle n'était que résiduelle sur les coteaux à l'est du village.

## Politique et administration
| Période                                  | Période  | Identité          | Étiquette | Qualité              |
| ---------------------------------------- | -------- | ----------------- | --------- | -------------------- |
| mars 2001                                | en cours | Jean-Marc Chapuis | SE        | Agriculteur retraité |
| Les données manquantes sont à compléter. |          |                   |           |                      |

## Démographie
L'évolution du nombre d'habitants est connue à travers les recensements de la population effectués dans la commune depuis 1793. Pour les communes de moins de 10 000 habitants, une enquête de recensement portant sur toute la population est réalisée tous les cinq ans, les populations de référence des années intermédiaires étant quant à elles estimées par interpolation ou extrapolation. Pour la commune, le premier recensement exhaustif entrant dans le cadre du nouveau dispositif a été réalisé en 2006.

En 2022, la commune comptait 275 habitants, en évolution de −8,03 % par rapport à 2016 (Côte-d'Or : +0,82 %, France hors Mayotte : +2,11 %).
| 1793 | 1800 | 1806 | 1821 | 1831 | 1836 | 1841 | 1846 | 1851 |
| ---- | ---- | ---- | ---- | ---- | ---- | ---- | ---- | ---- |
| 408  | 401  | 466  | 486  | 488  | 511  | 544  | 522  | 558  |

| 1856 | 1861 | 1866 | 1872 | 1876 | 1881 | 1886 | 1891 | 1896 |
| ---- | ---- | ---- | ---- | ---- | ---- | ---- | ---- | ---- |
| 544  | 540  | 550  | 505  | 500  | 471  | 490  | 484  | 467  |

| 1901 | 1906 | 1911 | 1921 | 1926 | 1931 | 1936 | 1946 | 1954 |
| ---- | ---- | ---- | ---- | ---- | ---- | ---- | ---- | ---- |
| 439  | 426  | 400  | 333  | 318  | 302  | 312  | 302  | 265  |

| 1962 | 1968 | 1975 | 1982 | 1990 | 1999 | 2006 | 2011 | 2016 |
| ---- | ---- | ---- | ---- | ---- | ---- | ---- | ---- | ---- |
| 270  | 240  | 216  | 224  | 195  | 207  | 237  | 267  | 299  |

| 2021 | 2022 | - | - | - | - | - | - | - |
| ---- | ---- | - | - | - | - | - | - | - |
| 285  | 275  | - | - | - | - | - | - | - |

Depuis quelques années, la population croît légèrement. En effet, de nouveaux arrivants travaillant à Nuits-Saint-Georges, Beaune ou même Dijon, font construire de nouvelles maisons (une dizaine depuis l'année 2000) qui transforment l'allure du village.

## Culture locale et patrimoine
- Si vous ne connaissez pas le sujet, laissez ce bandeau (vous pouvez alors contacter les auteurs).
- Si vous supprimez le contenu mis en cause (vous pouvez préalablement contacter les auteurs),

argumentez précisément cette suppression dans la page de discussion
(un manque de référence n'est pas un argument ; une recherche réelle de référence doit avoir été effectuée, être formellement documentée).

### Lieux et monuments

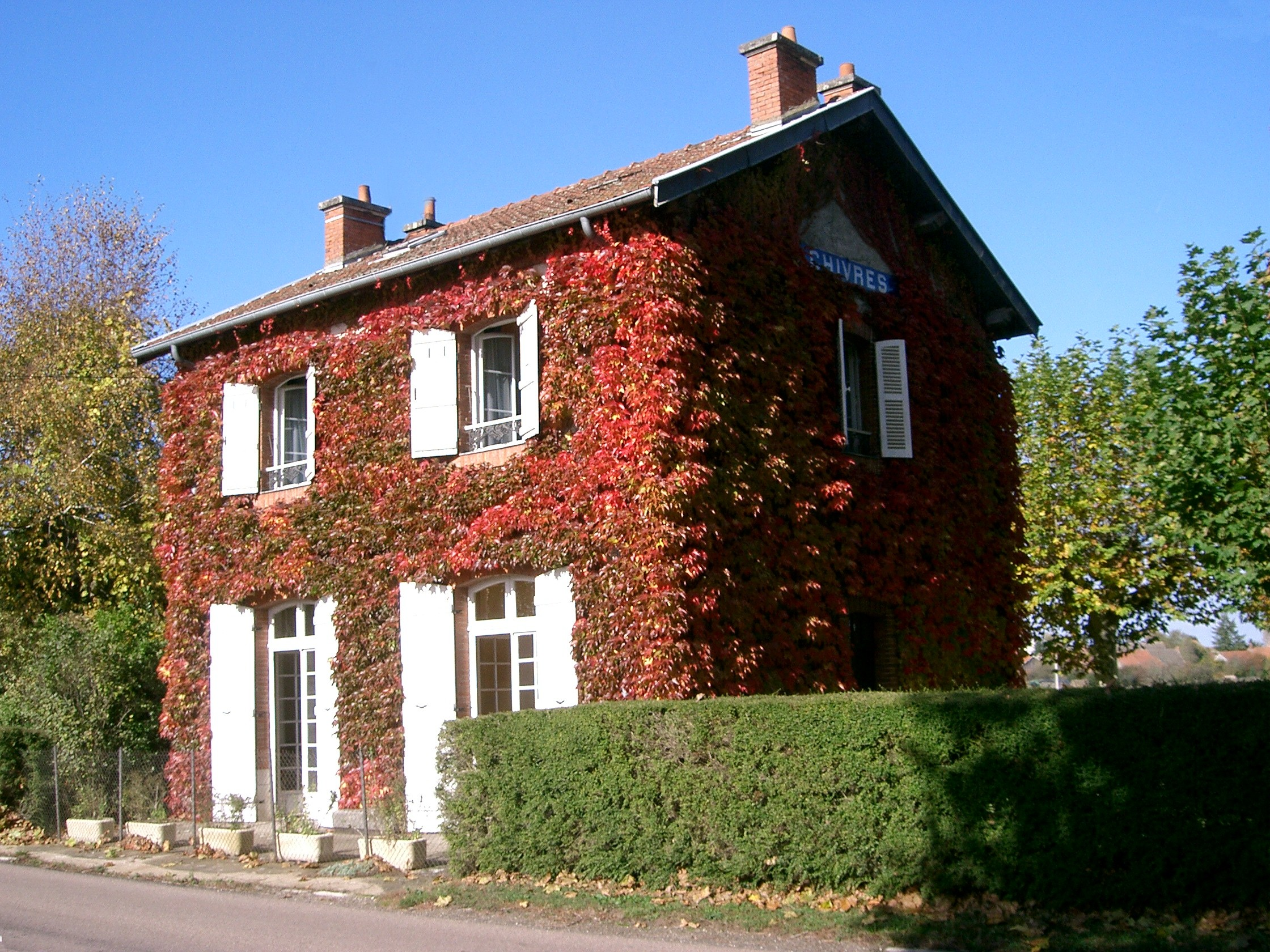
Ancienne gare de Chivres.
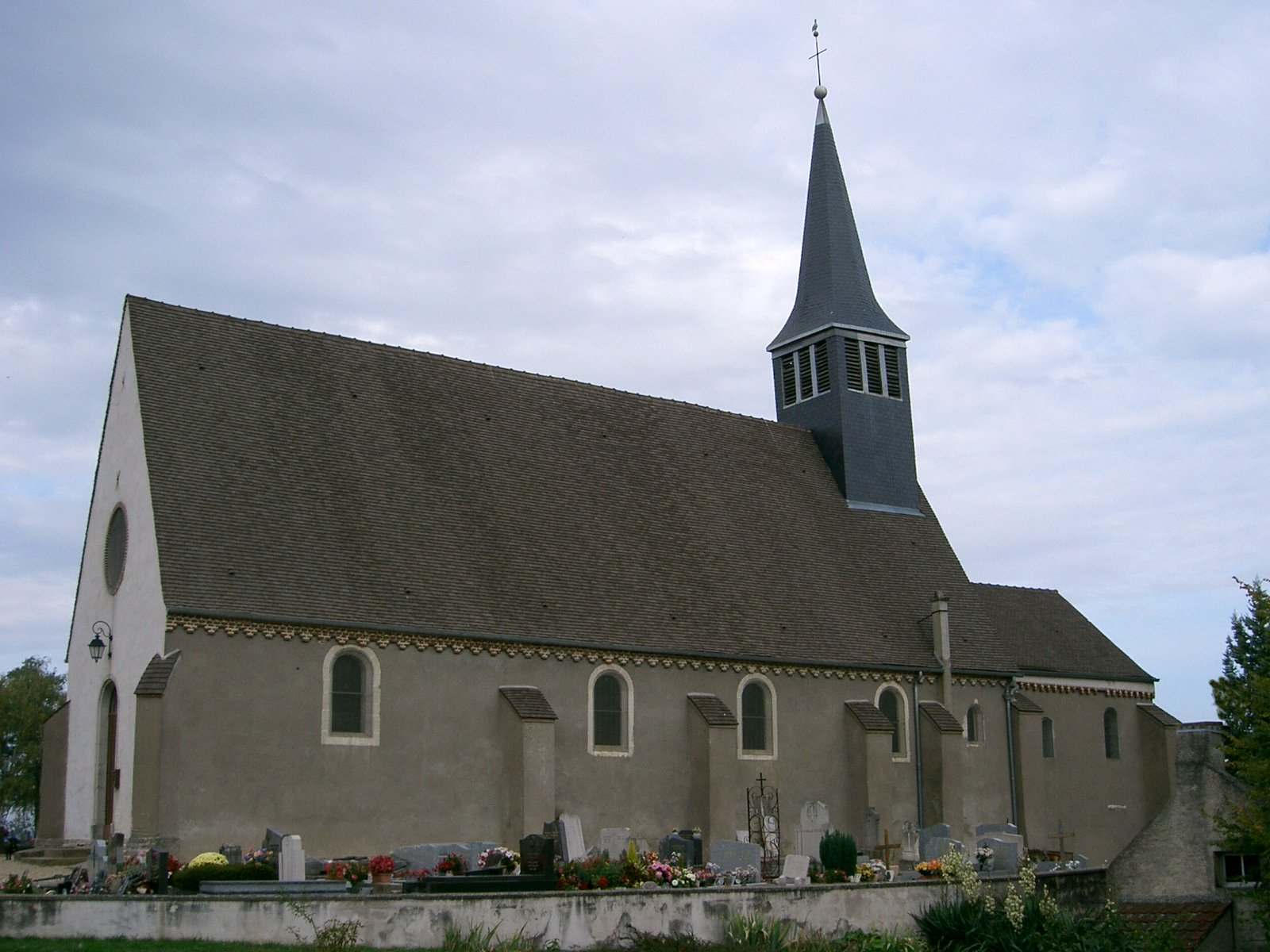
Église du XVe siècle.
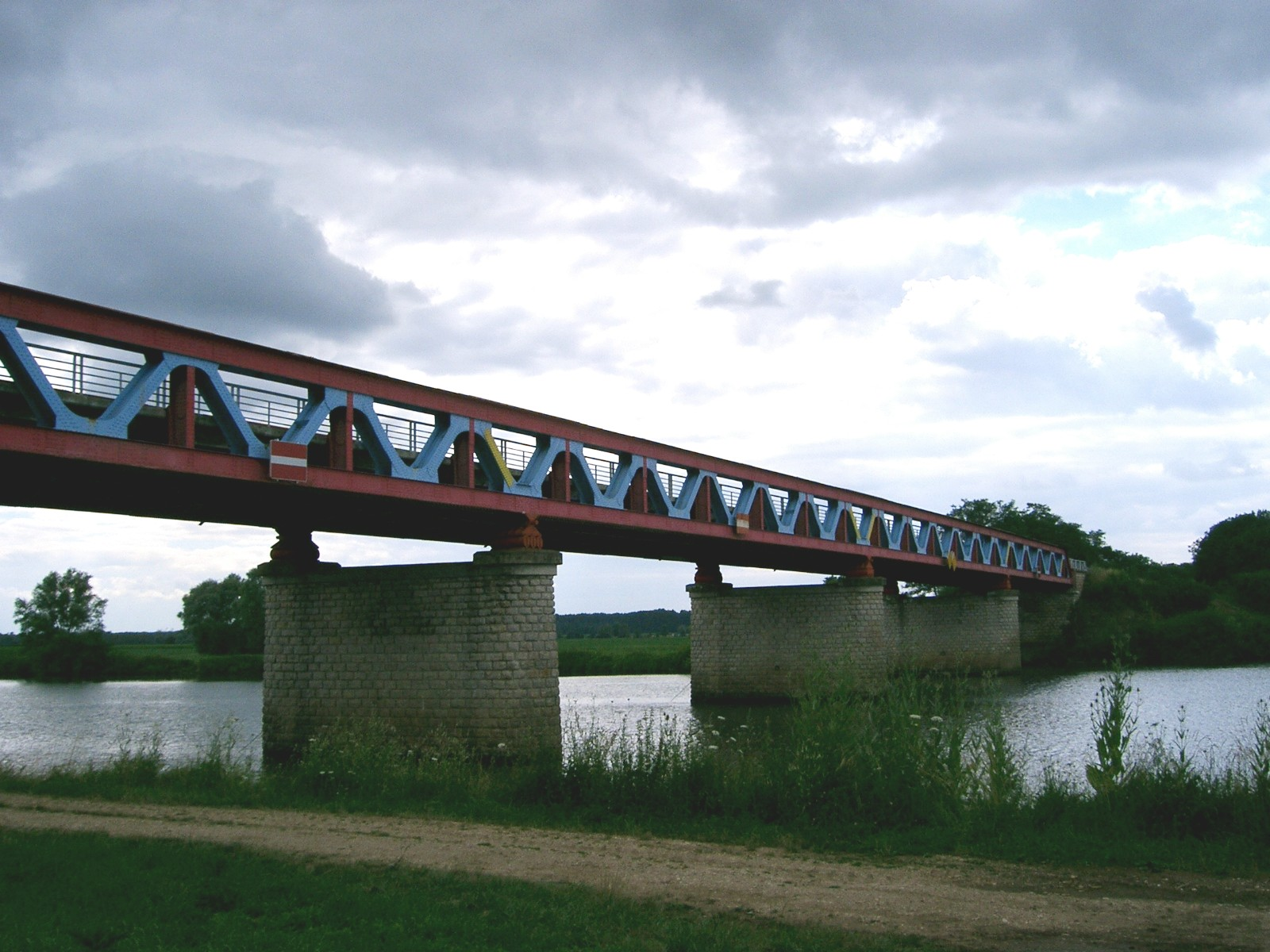
Pont de Chivres.

.

#### Le château de Chivres
Implanté en village, le château de Chivres est construit au XVIIIe siècle sur une  ancienne implantation féodale. Il comporte alors sur sa façade postérieure deux ailes en retour d'équerre supprimées après 1825.L'édifice actuel, de plan symétrique, est composé de sous-sol, rez de chaussée et étage de comble couvert d'un toit à longs pans brisés et croupe brisée, recouverts de tuiles plates et mécaniques .

#### L'église Saint-Léger
L'église Saint-Léger comporte des parties anciennes comme le chœur du XIIIe siècle et la nef du XVe siècle avec de nombreux ornements intérieurs comme la chaire, les motifs peints au plafond (animaux fabuleux et armoiries de pape et d'évêques) ou encore des vitraux (fin XIXe siècle). 
Une partie de son mobilier est inscrit ou classé aux monuments historiques et on note quelques statues intéressantes comme les statues de saint Léger (l'une médiévale assez abîmée en bois polychrome, et une autre du XVIe siècle en bois polychrome, à laquelle manque la crosse), une Vierge à l'Enfant en bois peint et doré (fin XVIIe siècle – début XVIIIe siècle) et un saint Joseph en pierre du XVIIIe siècle. 
Une cloche baptisée Mélanie-Hortense a été installée en 1849 dans le clocher couvert d'ardoise.

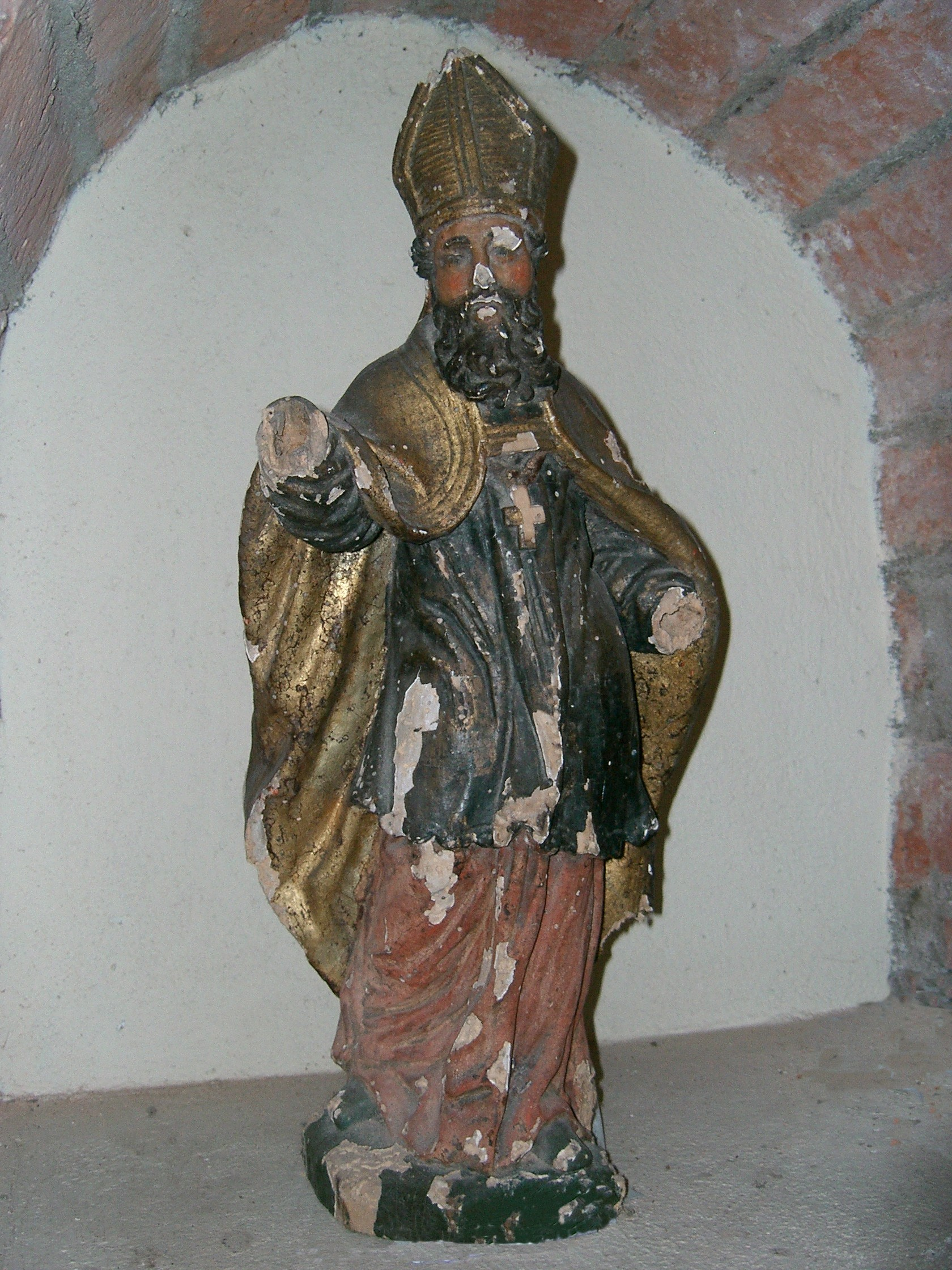
Saint Léger (fin Moyen Âge).
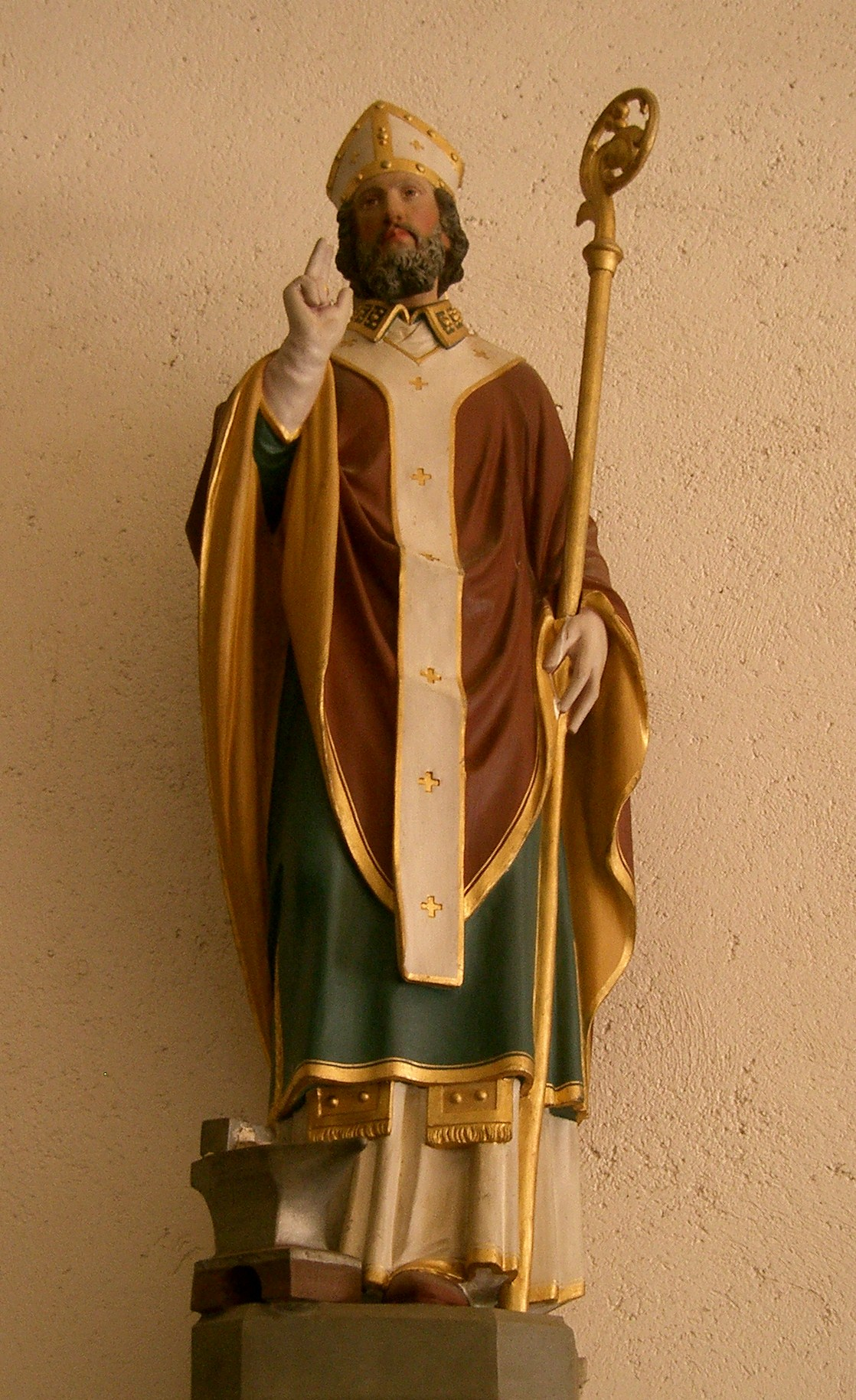
Saint Léger (XVIe siècle).
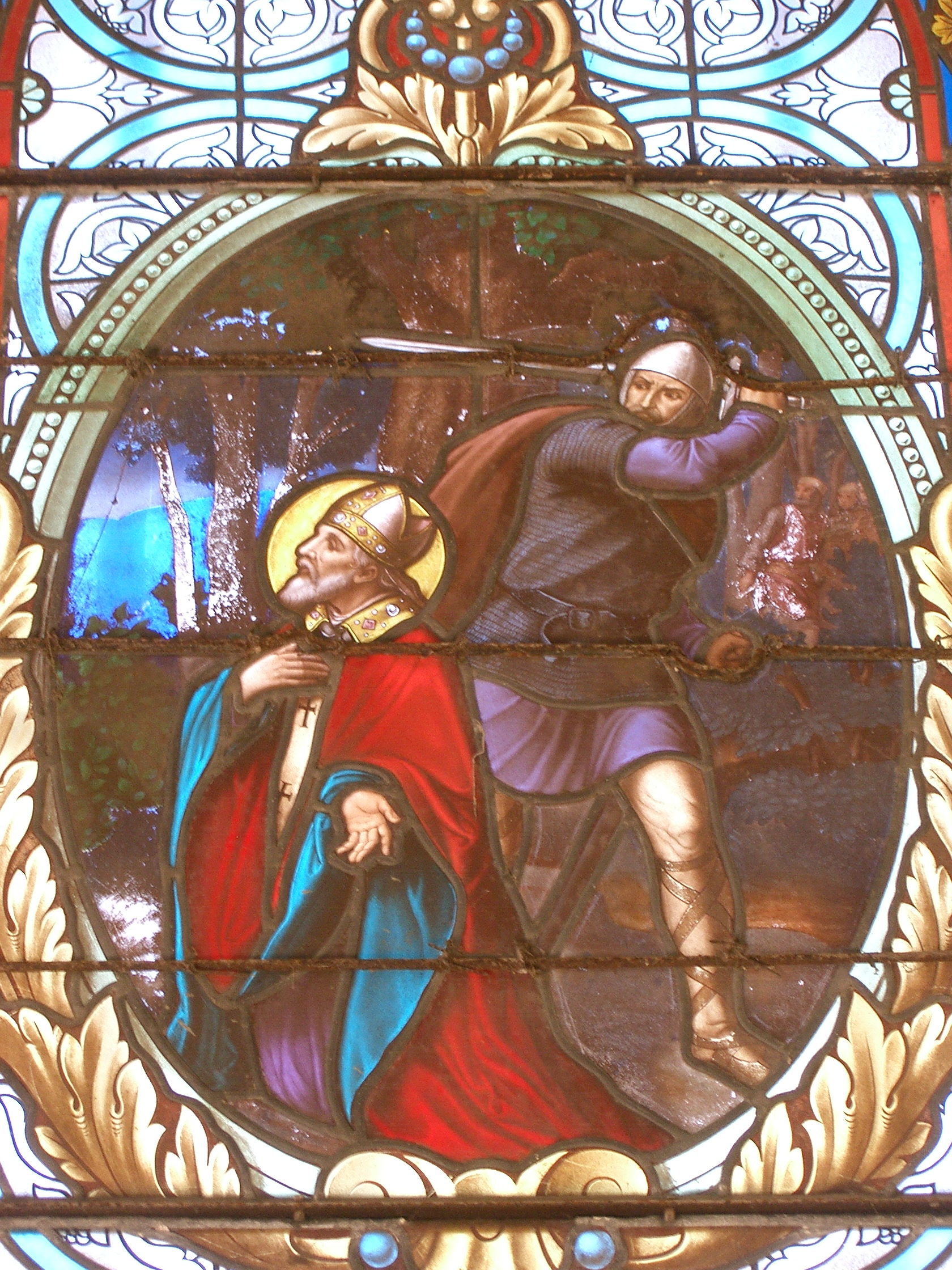
Martyre de saint Léger (XIXe siècle).
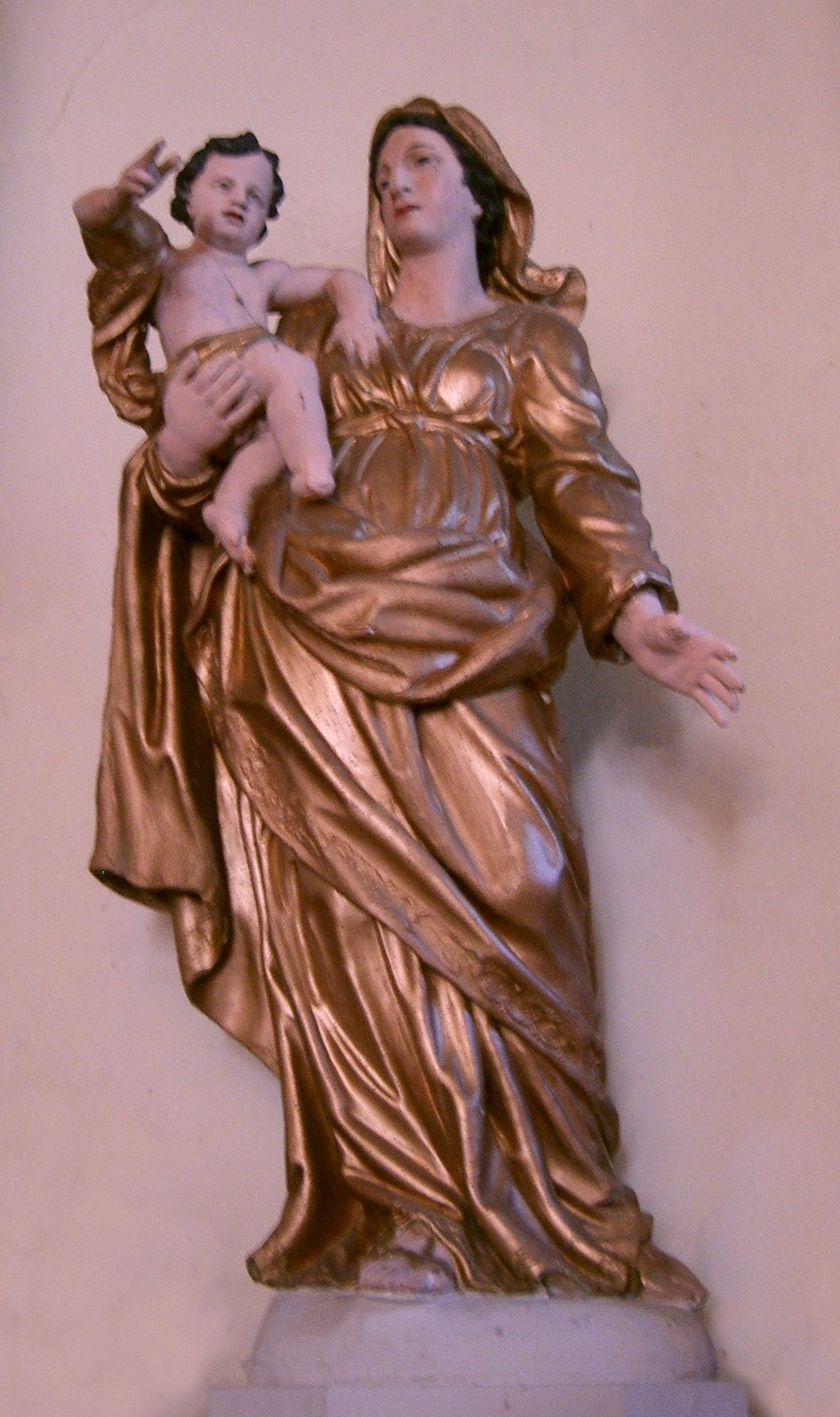
Vierge à l'Enfant (XVIIe et XVIIIe siècles).

#### Les oratoires
À chaque extrémité du village, se trouve un oratoire en briques du XIXe siècle, la chapelle Saint-Roch au nord et la chapelle Saint-Léger au sud.

### Galerie complémentaire

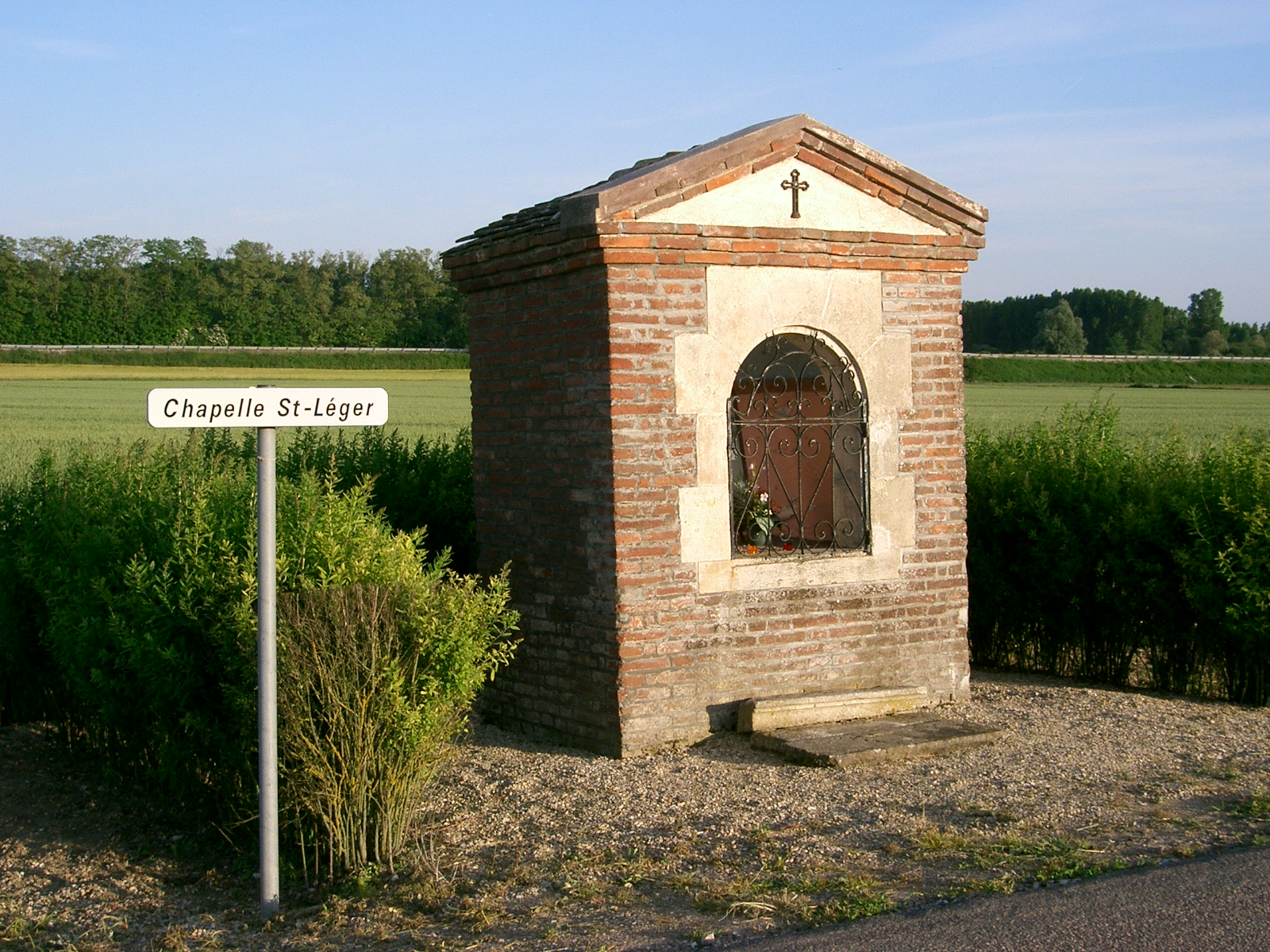
L'oratoire Saint-Léger.
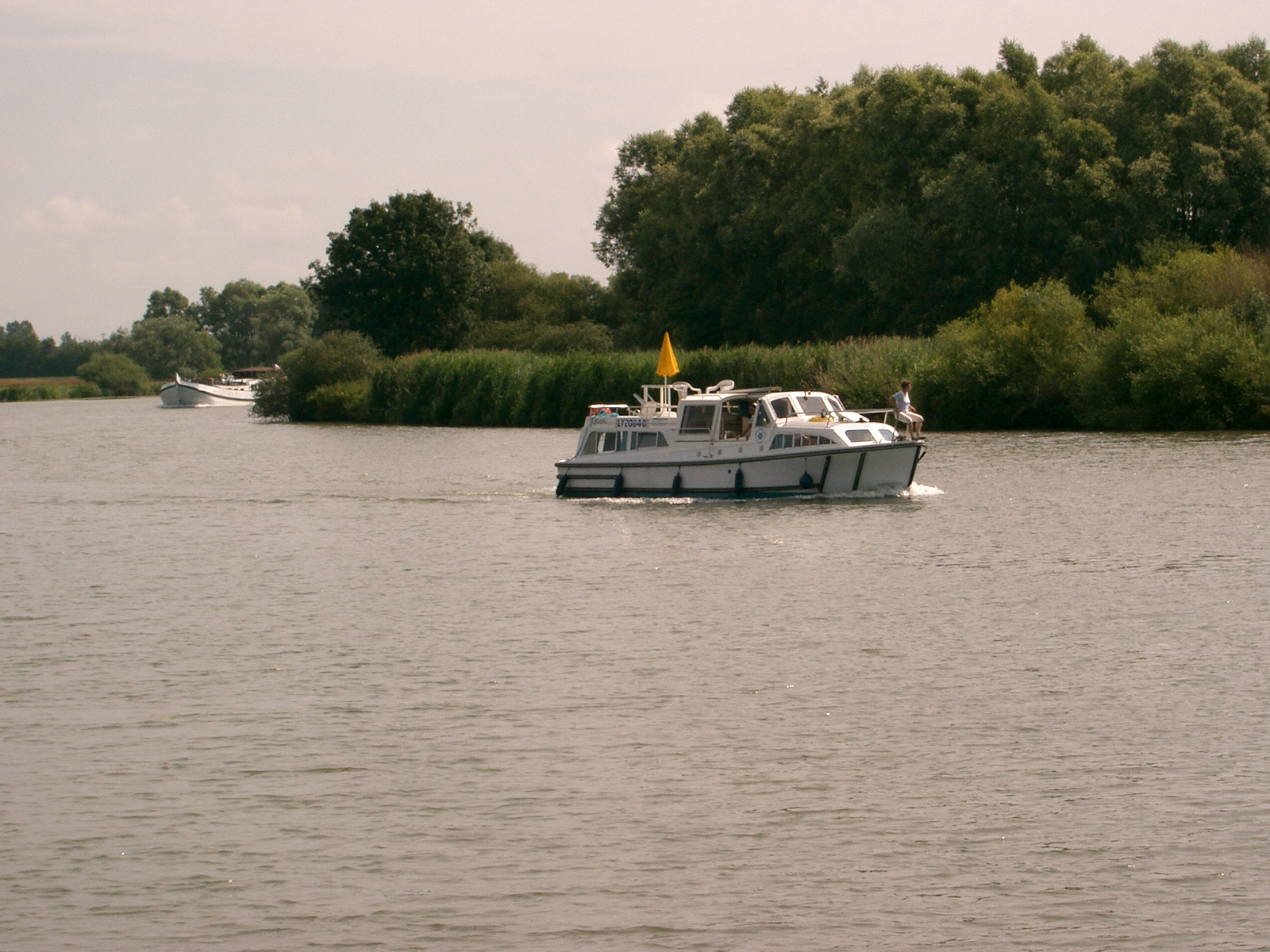
La Saône et ses bateaux de plaisance.
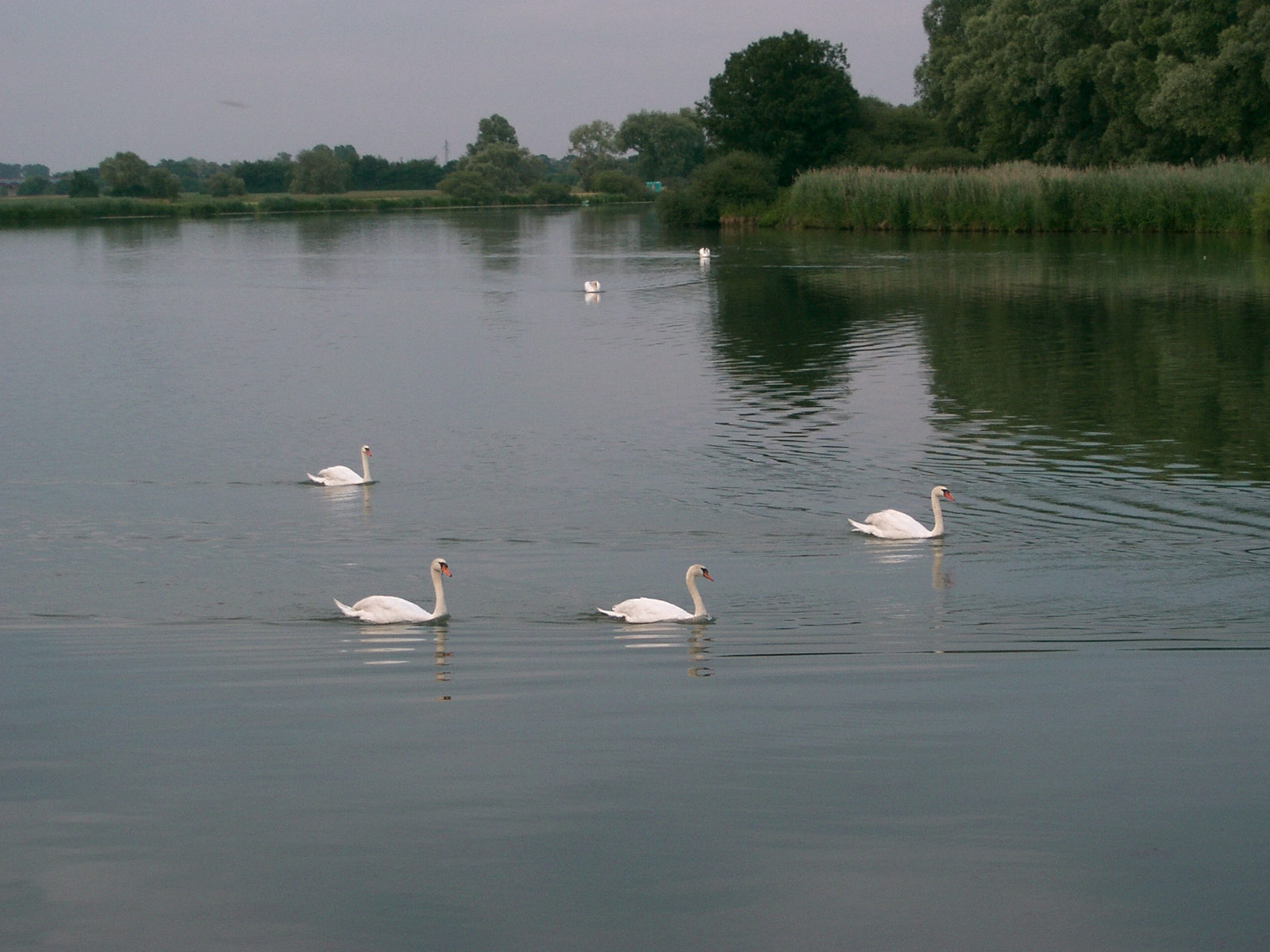
Chivres - la Saône et ses cygnes.
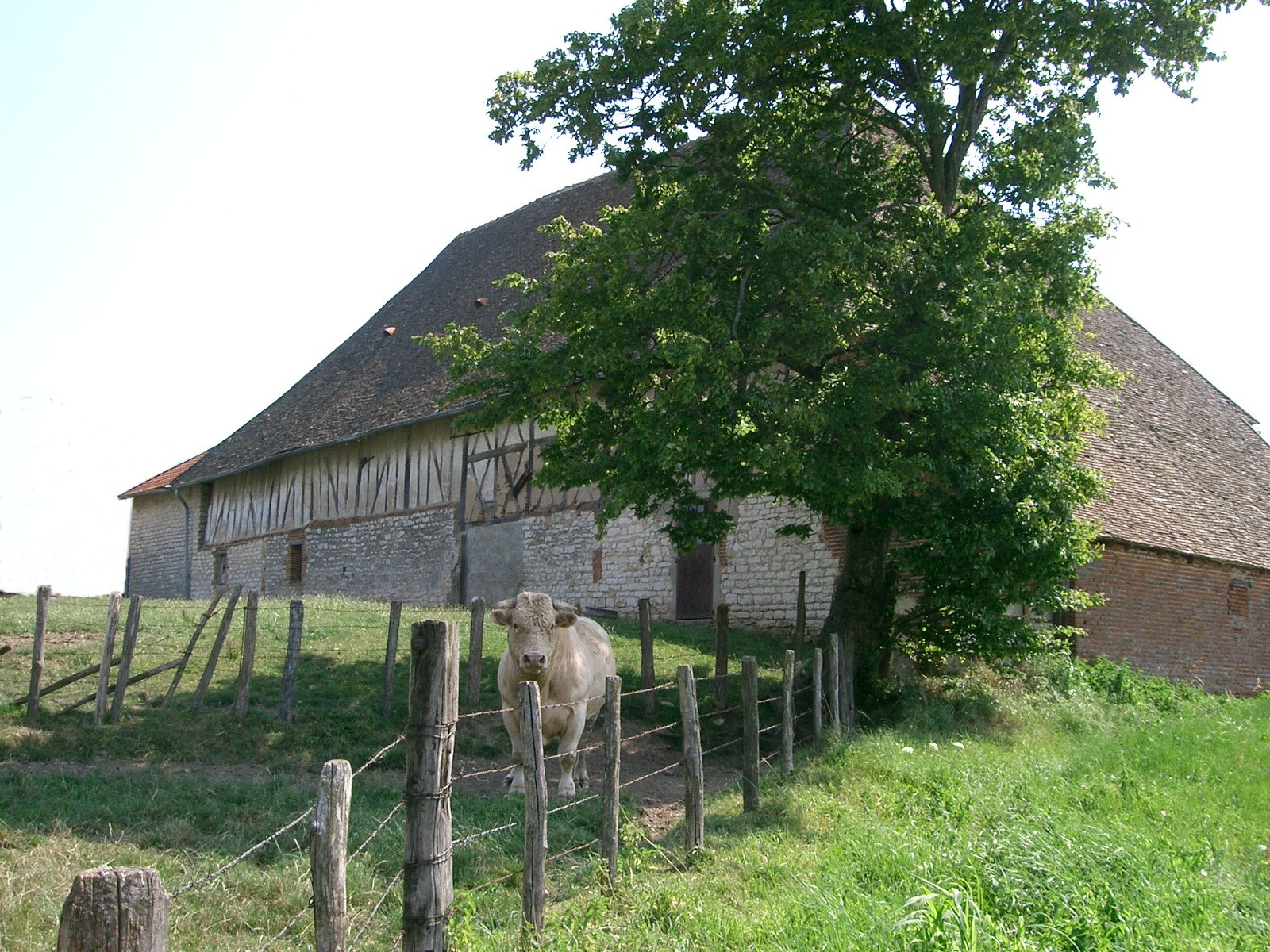
Chivres - vieille ferme et bœuf charolais.
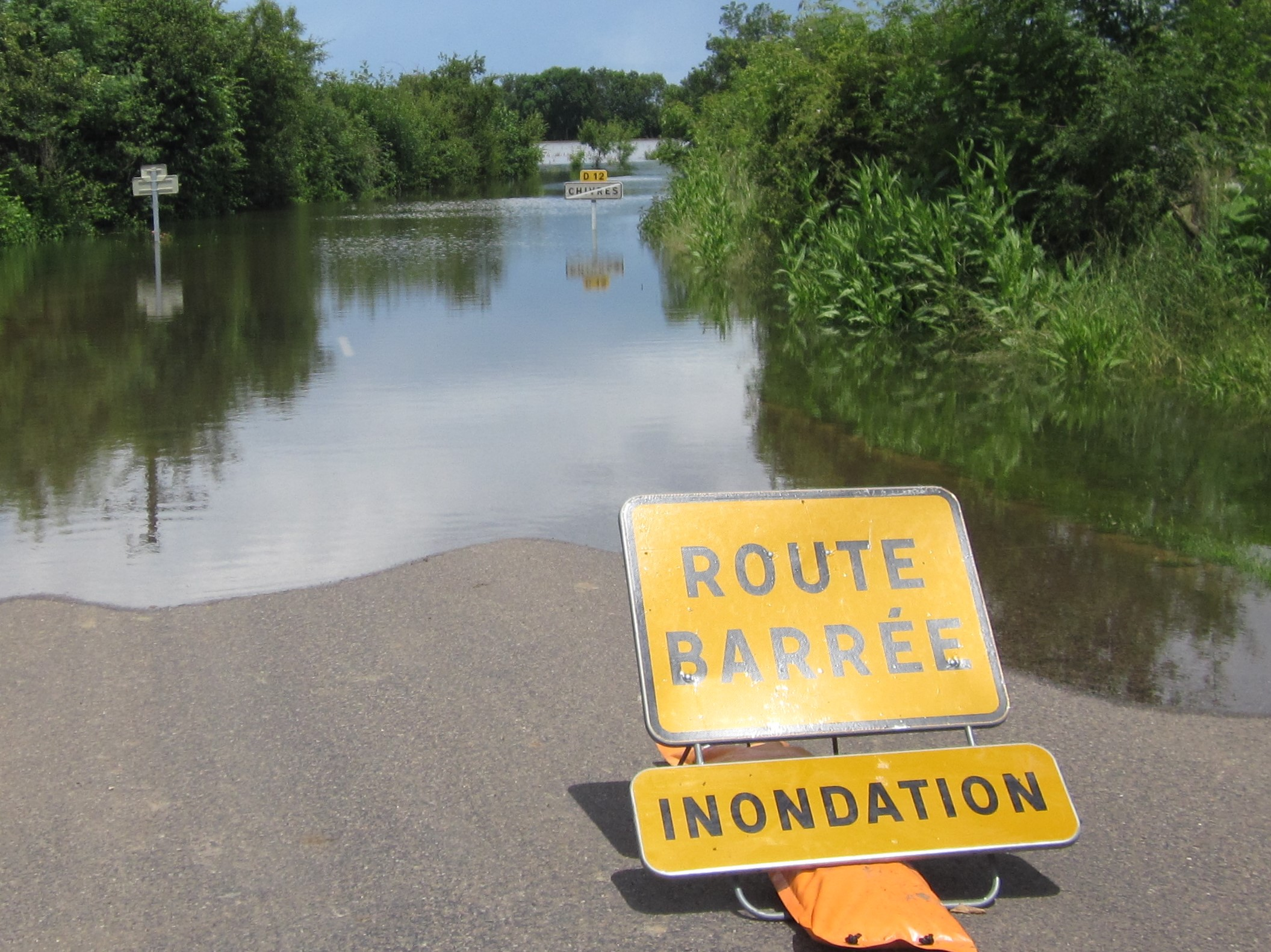
RD 12 entre Chivres et Seurre inondé.